# Kunashir
Đảo Kunashir (tiếng Nga: Кунаши́р; kanji: 国後島, âm Hán Việt: Quốc Hậu đảo; romaji: Kunashiri-tō, }}, có nghĩa là Hòn đảo đen trong Tiếng Ainu, là một trong những hòn đảo cực nam của Quần đảo Kuril. Đảo do Nga kiểm soát nhưng Nhật Bản cũng tuyên bố chủ quyền (xem thêm Tranh chấp Quần đảo Kuril).
Đảo nằm giữa các eo biển Kunashir, Catherine, Izmena, và Nam Kuril. Kunashir có thể nhìn thấy được từ hòn đảo lân cận Hokkaidō của Nhật Bản qua eo biển Nemuro.
- Diện tích: 1,490 km²
- Dài: 123 km
- Rộng: 4–30 km

Kunashir được hình thành bởi bốn ngọn núi lửa tạo ra các hòn đảo riêng biệt nhưng dần dần nối lại với nhau bởi các khu vực trũng thấp với hồ và suối nước nóng. Tất cả các núi lửa vẫn còn hoạt động: Tyatya (1.819 m), Smirnov, Mendeleev (Ruasu-Yama), và Golovnin (Tomari-Yama)).
Các hoạt động kinh tế chủ yếu là thủy sản và ngành đánh bắt cá.
Sau trận động đất năm 1994, khoảng một phần ba dân số Kunashir di cư đi nơi khác và không trở lại. Đến năm 2002, dân số của đảo là khoảng 7.800. Tổng dân số của quần đảo Kuril đang tranh chấp là khoảng 17.000.